# 小鰭紅娘魚
小鰭紅娘魚，為輻鰭魚綱鮋形目牛尾魚亞目角魚科的其中一種，為溫帶海水魚，分布於西北太平洋日本南部至南海海域，棲息深度40-340公尺，體長可達30公分，為底棲性魚類，棲息在沙泥底質水域，屬肉食性，生活習性不明。

## 擴展閱讀
維基物種上的相關：小鰭紅娘魚